# Килмингтън
Килмингтън (на английски: Kilmington) е село в графство Уилтшър, югозападна Англия. Населението му е около 328 души (2011).
Разположено е на 252 метра надморска височина в Западноуилтшърските хълмове, на 12 километра югозападно от Уорминстър и на 37 километра западно от Солсбъри. Селището съществува от Средновековието, като до 1896 година е в графство Съмърсет.

## Известни личности
Починали в Килмингтън
- Джон Киган (1934 – 2012), историк